# Tetragnatha novia
Tetragnatha novia är en spindelart som beskrevs av Simon 1901. Tetragnatha novia ingår i släktet sträckkäkspindlar, och familjen käkspindlar. Inga underarter finns listade i Catalogue of Life.